# Vino rosado

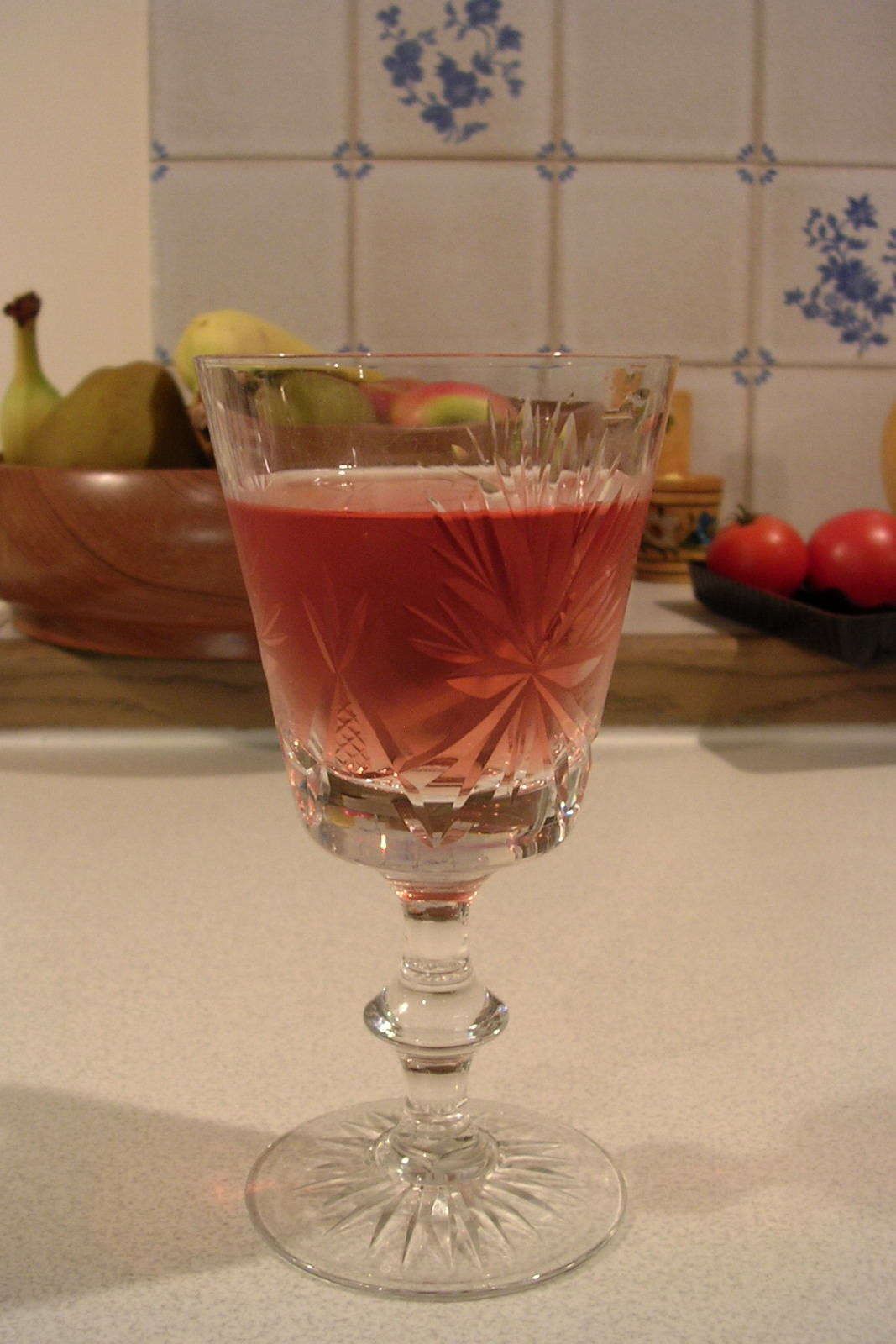
Una copa de vino rosado.

El vino rosado es aquel que tiene algo del color típico del vino tinto, pero solo lo suficiente como para darle un color rosa, que puede ir del claro al fuerte casi violeta, según las uvas y las técnicas de producción usadas.

## Producción
Hay tres formas de producir vino rosado: por contacto con los hollejos, por sangrado (saignée) y por mezcla.

### Contacto con los hollejos
Esta técnica de producción se usa cuando el rosado es el producto primario. Consiste en aplastar uvas de hollejo tinto, permitiendo que este quede en contacto con el mosto durante un corto periodo, típicamente dos o tres días. Entonces se prensan las uvas, y se descartan los hollejos en lugar de dejarlos en contacto durante toda la fermentación (como en el caso del tinto). Los hollejos contienen buena parte de los taninos y otros compuestos de sabor fuerte, y al retirarlos se obtiene un sabor más parecido al del vino blanco. Cuanto más tiempo se dejen los hollejos en contacto con el mosto más intenso será el color del vino resultante.

### Sangrado
El rosado también puede obtenerse como subproducto de la fermentación del vino tinto, empleando una técnica conocida como sangrado (saignée). Cuando el productor desea dar más taninos y color a un tinto, puede retirarse parte del zumo rosa en una etapa temprana. El tinto que queda en las cubas se intensifica al reducirse el volumen total, y el mosto de la maceración se concentra. El zumo rosa que se sangre puede fermentarse separadamente para producir vino rosado.

### Mezcla
La producción de rosado por mezcla de vino tinto y blanco es infrecuente. Este método se desaconseja en la mayoría de las regiones viticultoras, a excepción de la Champaña, e incluso en ella varios productores de alta calidad no lo emplean, prefiriendo el sangrado.

## Estilos

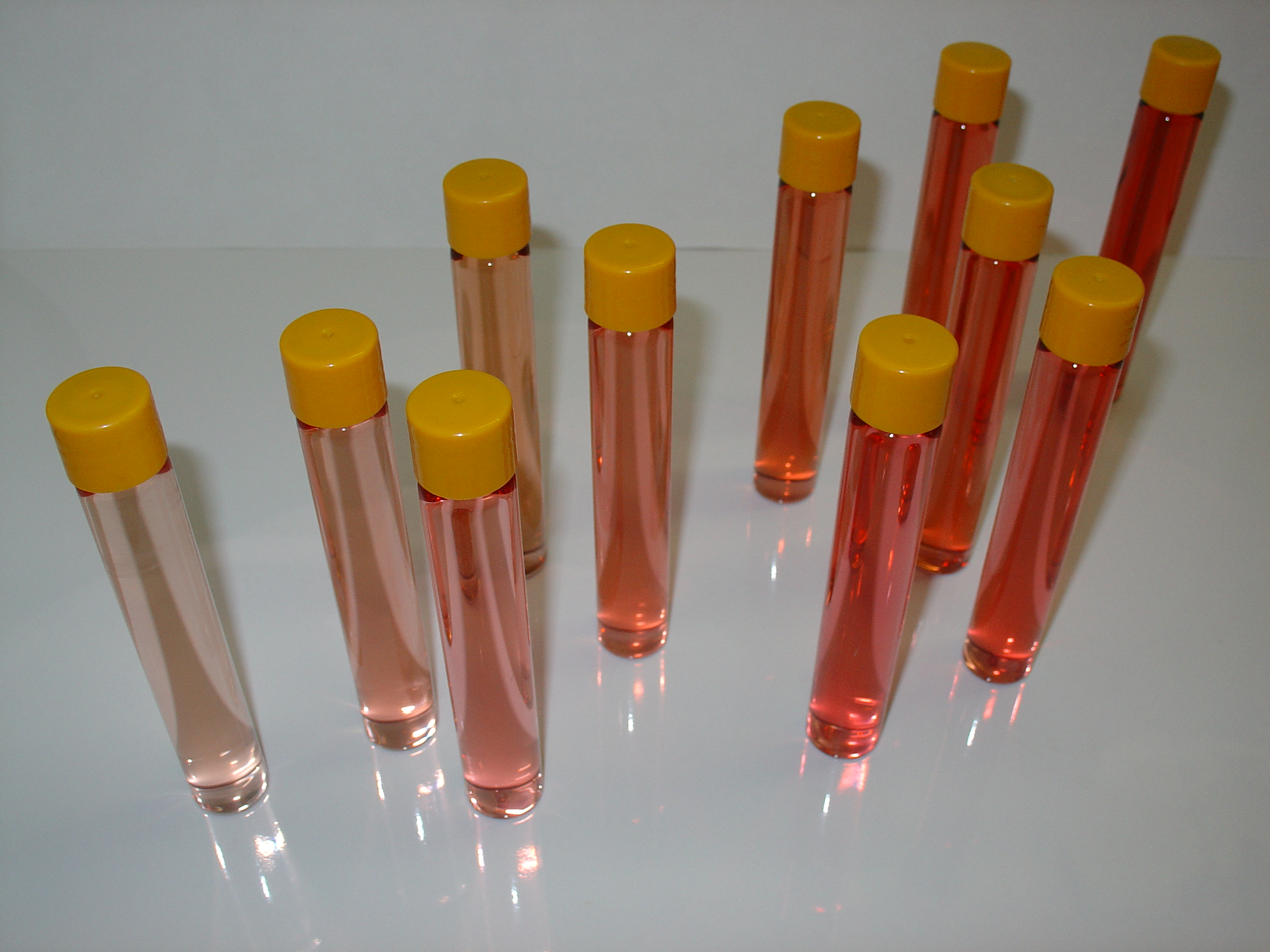
El rosado se produce en diversos tonos, desde naranja pálido hasta un vivo casi violeta, dependiendo de la uva, los aditivos y las técnicas de producción usadas.

Históricamente el rosado era un vino seco bastante delicado, ejemplificado por el Anjou rosado del Loira. De hecho el claret original era un vino pálido (clairet) de Burdeos que probablemente hoy sería considerado un rosado. El Weißherbst es un tipo de rosado alemán hecho solo con una variedad de uva.
Tras la Segunda Guerra Mundial se pusieron de moda los rosados medio dulces para el consumo de masas, siendo ejemplos clásicos el Mateus Rosé y los blush estadounidenses de los años 1970 (véase más abajo). Ahora parece estar volviéndose a un estilo más seco y «grande», vinos hechos a partir de uvas como la Syrah, Grenache y Cariñena en regiones más cálidas como la Provenza, Languedoc y Australia. En Francia el rosado ya ha superado al blanco en ventas. En los Estados Unidos, una cosecha récord en 2005 en California ha resultado en un incremento de producción y producción de varietales rosados, ya que los productores prefirieron elaborar esto a dejar un excedente de tintos sin vender.

### Vinoblush
A principios de los años 70, la demanda de vino blanco excedía la producción de uva blanca, por lo que muchos productores de California elaboraban vino «blanco» con uva tinta, empleando un tipo de sangrado con mínimo contacto de los hollejos, considerándose mejor cuanto más blanco. En 1975, el White Zinfandel de Sutter Home sufrió una fermentación detenida, un problema en el que la levadura muere antes de que toda el azúcar se haya transformado en alcohol. El vinicultor Bob Trinchero lo dejó reposar dos semanas, y tras catarlo decidió vender este vino más rosado y dulce.
En 1976, el escritor de vinos Jerry D. Mead visitó los Viñedos Mill Creek en el Condado de Sonoma, California. Charlie Kreck había sido uno de los primeros en plantar vides Cabernet Sauvignon en California, y ofreció a Mead un vino hecho de Cabernet que era rosa claro y aún no tenía nombre. Kreck no lo llamaba White Cabernet (‘Cabernet blanco’) porque era mucho más oscuros que los blancos de uva tinta de la época, aunque no tan oscuro como los rosados que conocía. Mead bromeó sugiriendo el nombre Cabernet Blush (‘Cabernet ruborizado’), pero esa tarde telefoneó a Kreck para decirle que ya no pensaba que el nombre fuera una broma. En 1978 Kreck registró la marca «Blush». El nombre cuajó como marca comercial para los vinos semidulces de productores como Sutter Home y Beringer, aunque Mill Creek ya no produce rosados.
El nombre blush suele restringirse a vinos vendidos en Norteamérica, aunque a veces se usa en Australia y para vinos Primitivo italianos que pretenden rentabilizar el recientemente descubierto vínculo genético entre la primitivo y la Zinfandel. Aunque blush aludía originalmente a un color (rosa pálido), ahora tiende a señalar un vino rosado relativamente dulce, típicamente con el 2,5% de azúcar residual. En Norteamérica los rosados secos suelen comercializarse como rosé, pero a veces como blush. En Europa casi todos se llaman rosados con independencia de su dulzor, incluso los semidulces de California.

### Vino naranja
El vino naranja, también llamado vino ámbar, es vino elaborado con variedades de uva blanca que ha pasado algún tiempo de maceración en contacto con hollejos. Los vinos naranja toman su nombre del matiz más oscuro y ligeramente naranja que reciben los blancos por el contacto con los pigmentos de los hollejos. Este estilo de producción es esencialmente el opuesto a los del vino rosado, que consisten en retirar rápidamente la uva tinta de su hollejo, dejando al vino con una tonalidad ligeramente rosada. La tradición de vino ámbar se mantiene especialmente en la república caucásica de Georgia. Las variedades comunes de uva usadas en su producción son, por ejemplo, Mtsvane y Rkatsiteli.

### Vino Naranja del Condado de Huelva
Vino Naranja del Condado de Huelva es una denominación de origen para vinos aromatizados originarios del Condado de Huelva. El sistema de elaboración y crianza de este vino aromatizado consiste en someter a un vino blanco a una aromatización con un macerado de cortezas de naranja, seguido de un proceso de envejecimiento mediante el sistema de criaderas y soleras. Moscatel Naranja producido en la Denominación de Origen Málaga también es un vino dulce de licor aromatizado. Las cáscaras de las naranjas amargas o “cachorreñas”, una vez desecadas, son maceradas en alcohol destilado de vino. El alcoholato obtenido se añade al vino dulce Moscatel.